# 詠霓吟社
詠霓吟社為台灣日治時期的北台詩社，由黃純青、王百祿、王希達、李石鯨、王少濤等人於1905年（明治三十八年）創立。社名由趙一山命名，有「眾仙同日詠霓裳」之意。另有社員劉克明、蔡信其、葉連三、羅舜卿、呂郁文、羅守寬、林麗卿、黃國棟、鍾上林、鄭聰楫、莊雲從、魏清德等。詩社不設社長，由「值東」出題，不拘體韻。後社員四散，聯絡不便而中輟，由部份社員另創瀛東小社。